# رابی گینپری
 رابی گینپری (انگلیسی: Robby Ginepri؛ زاده ۷ اکتبر ۱۹۸۲) یک تنیس‌باز اهل ایالات متحده آمریکا است.